# Lebenslinien
 Lebenslinien (Untertitel: Die besten Geschichten schreibt das Leben selbst) ist eine wöchentliche Dokumentarfilmreihe, die seit 1990 im Bayerischen Fernsehen (seit dem 11. April 2016 BR Fernsehen) zu sehen ist. Derzeit wird die Sendung montags um 22:00 Uhr ausgestrahlt.

## Konzept
Die Sendung berichtet über den Lebenslauf unterschiedlichster, meistens nicht in der Öffentlichkeit stehender Menschen.
Gelegentlich erzählen auch bekannte oder prominente Personen von ihrem Leben und den Höhen und Tiefen darin – so beispielsweise Janosch, Alfons Schuhbeck, Johanna Maier, Hans-Olaf Henkel, Bernd Witthüser, Petra Schürmann, Günther Maria Halmer, Wolfgang Joop, Antonio Skármeta, Margot Werner, Angelika Hofer, Rudolph Moshammer und viele andere mehr.
Die älteste porträtierte Person war die 107-jährige Anna Lang aus Lechhausen bei Augsburg in der Dokumentation Wie ich 107 wurde aus dem Jahr 2018.

## Preise, Auszeichnungen
- Bayerischer Fernsehpreis[7]
- Karl-Buchrucker-Preis[8]
- if-award (für Inklusion)[9]
- Thywissen-Preis[10]